# موتور بیت الهی
موتور بیت الهی یک منطقهٔ مسکونی در ایران است که در دهستان بزمان واقع شده‌است.